# تيتسويا تشينين
تيتسويا تشينين (باليابانية: 知念 哲矢) (مواليد 8 نوفمبر 1997) هو لاعب كرة قدم ياباني.

## وصلات خارجية
- تيتسويا تشينين على موقع رابطة كرة القدم اليابانية للمحترفين (اليابانية)
- تيتسويا تشينين على موقع إي إس بي إن إف سي (الإنجليزية)
- تيتسويا تشينين على موقع قاعدة بيانات كرة القدم.إي يو (الإنجليزية)
- تيتسويا تشينين على موقع Soccerway.com (الإنجليزية)
- تيتسويا تشينين على موقع عالم كرة القدم.نت (الإنجليزية)